# 八方インフォメーションセンター

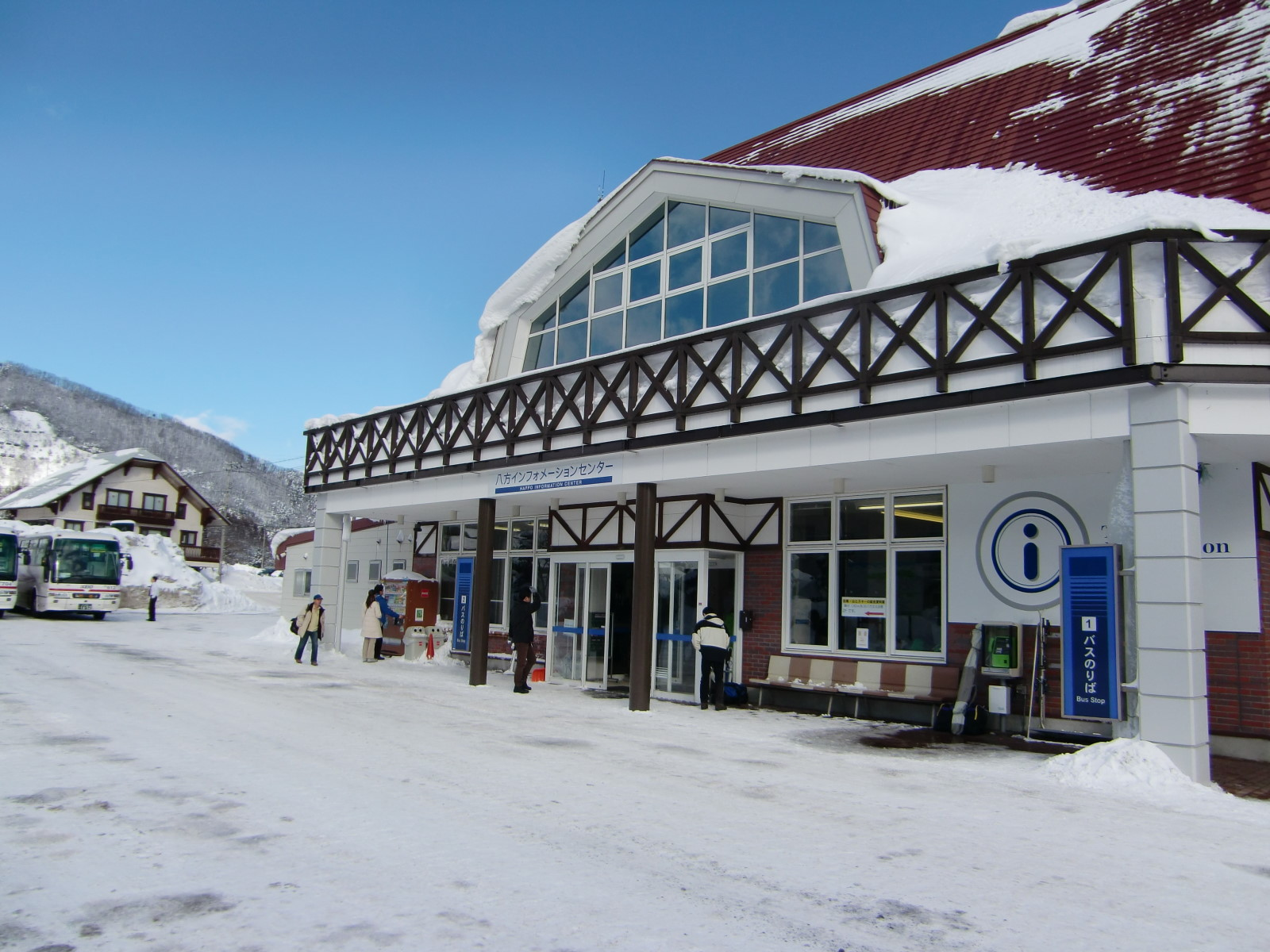
八方インフォメーションセンター(2011/1)

八方インフォメーションセンター（はっぽうインフォメーションセンター）は長野県北安曇郡白馬村にある施設。バスターミナルが併設され、八方地区への玄関口となっている。

## 施設
2階建ての建物で、1階はインフォメーションカウンターと待合室、喫茶コーナー、コインロッカー、トイレが、2階には更衣室が設置されている。外国人観光客が多いため、英語での案内も充実している。

## バスターミナル
建物の西側と南側がバス停になっている。西側からは高速バスと一般路線バスが、南側からは主にスキー場や近隣宿泊施設へのシャトルバスが発着している。バス停の名前は「八方」「八方インフォメーションセンター」「八方バスターミナル」「白馬八方」などと案内されている。

### 発着路線
- 高速バス
  - 中央高速バス安曇野・白馬線　バスタ新宿（新宿駅）行（京王バス・アルピコ交通長野支社・アルピコ交通東京）
  - 東京駅行（アルピコ交通）※冬季運行
  - 成田空港行（アルピコ交通東京）※冬季運行
  - 羽田空港行（アルピコ交通東京）※冬季運行
  - 京都駅烏丸口・新大阪・大阪梅田三番街バスターミナル（大阪梅田駅）行（アルピコ交通大阪支社）※冬季運行
- 特急バス
  - 長野駅東口行（アルピコ交通長野支社）
  - 松本バスターミナル行（アルピコ交通松本支社）※冬季運行
- 路線バス（アルピコ交通）
  - 白馬駅行
  - 栂池高原・白馬乗鞍行
  - 猿倉行
- 乗合タクシー（南安タクシー）

信州まつもと空港行き（予約制）

## 周辺施設
- 白馬八方尾根スキー場
- 白馬八方温泉　近隣に「第一郷の湯」がある。
- 八方文化会館
- 白馬ジャンプ競技場